# جورج لوي
جورج لوي (25 مايو 1915 في المملكة المتحدة - 30 أبريل 2008 في المملكة المتحدة)  (بالإنجليزية: George Lowe)‏ هو لاعب كريكت بريطاني (وحمل سابقاً جنسية المملكة المتحدة لبريطانيا العظمى وأيرلندا). لعب مع نادي مقاطعة ديربيشاير للكريكت ‏.